# 许托夫
许托夫（德語：Schüttorf，發音：[ˈʃʏtɔʁf] ⓘ）是德国下萨克森州本特海姆伯国县的城市，面积19.45平方千米，2023年12月31日人口为13,387人。